# Rio Taquari (Rio Jacuí)
Der Rio Taquari ist ein 187 km (einschließlich Quellfluss Rio das Antas: 554 km) langer linker Nebenfluss des Rio Jacuí im Bundesstaat Rio Grande do Sul im Südosten von Brasilien.

## Flusslauf
Der Rio Taquari entsteht am Zusammenfluss von Rio das Antas (links) und Rio Carreiro (rechts) auf einer Höhe von etwa 70 m im Brasilianischen Bergland etwa 115 km nordnordwestlich von Porto Alegre. Der Rio Taquari fließt in überwiegend südlicher Richtung. Er verlässt das Bergland und durchquert im Anschluss eine Tiefebene. Am Flusslauf liegen die Städte Muçum, Encantado, Roca Sales, Arroio do Meio, Lajeado, Estrela, Cruzeiro do Sul, Bom Retiro do Sul und Taquari. Größere Nebenflüsse des Rio Taquari sind Rio Guaporé und Rio Forqueta, beide von rechts. Bei Flusskilometer 65 befindet sich bei Bom Retiro do Sul ein Wehr  mit Schleuse. Der Rio Taquari mündet schließlich bei Triunfo auf einer Höhe von etwa 5 m in den nach Osten strömenden Rio Jacuí.

## Einzugsgebiet und Hydrologie
Der Rio Taquari entwässert ein Areal von 26.428 km². Dieses befindet sich im Osten des Bundesstaates Rio Grande do Sul und entspricht einem Drittel des Einzugsgebietes des Rio Jacuí. Der Fluss führt in den Monaten Juli bis Dezember die höchsten, von Januar bis Mai die niedrigsten Abflüsse.